# Kurt Schmitz
Kurt Schmitz (* 30. Juni 1929 in Koblenz; † 12. März 2003) war ein deutscher Politiker (SPD). Er war von 1988 bis 1994 Oberbürgermeister der Stadt Bottrop.

## Leben
Schmitz trat in die Sozialdemokratische Partei Deutschlands (SPD) ein, wurde Stadtverordneter und war von 1976 bis 1988 Vorsitzender der Bottroper SPD-Fraktion. Er löste den 1988 verstorbenen Ernst Wilczok als Oberbürgermeister der Stadt Bottrop ab und wurde 1989 erneut in das Amt gewählt, das er bis 1994 innehatte. In seine Amtszeit fiel 1989 der Abschluss der Städtepartnerschaft mit Merseburg.
Kurt Schmitz war seit 1959 mit Ingeborg Eichert verheiratet und hatte zwei Töchter.